# Crassopleura maravignae
Crassopleura maravignae is een slakkensoort uit de familie van de Drilliidae. De wetenschappelijke naam van de soort is voor het eerst geldig gepubliceerd in 1838 door Bivona Ant. in Bivona And..